# Great Big Sea

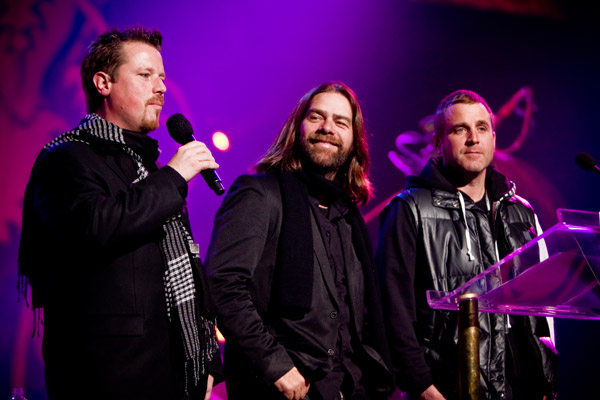
Great Big Sea en 2009

Great Big Sea est un groupe canadien rock, originaire de Terre-Neuve, connu notamment pour des interprétations rock énergiques de chants traditionnels terre-neuviens retraçant 500 ans d'un héritage irlandais, anglais et français, et pour leurs performances polyphoniques. Son répertoire s'inscrit dans un registre folk rock voire rock celtique.

## Historique
Pour sa première performance, le groupe fit la première partie des Irish Descendants à la Memorial University de Terreneuve à St. John's. Les membres fondateurs étaient Alan Doyle (chant, guitare, bouzouki, mandoline), Séan McCann (chant, bodhrán, guitare, tin whistle), Darrell Power (chant, basse, guitare) et Bob Hallett (chant, fiddle, accordéon, mandoline, bouzouki, cornemuse).
Power, Hallett et McCan avaient déjà joué ensemble avec Jackie St. Croix dans le groupe "Rankin Street" (dont le nom vient de la Rankin Street à St. John's, où le bassiste d'origine, Jeff Scott, avait loué un appartement, où ils s'étaient rencontrés et avaient discuté de la formation du groupe). À l'hiver 1989, le groupe, composé de six membres (une guitare, une basse, un fiddle, un accordéon et une mandoline) joua pour la première fois - seulement deux chansons - sous le nom de "Newfoundland Republican Army" (en anglais, "Armée républicaine de Terreneuve") ou NRA, et remporta le premier prix des jeunes talents du concours de la Memorial University. Plus tard, après une dernière apparition sous le nom de NRA, le groupe se sépara de son violoniste et de son accordéoniste, et changea son nom.
Au nombre de quatre, les membres du groupe, sous le nom de "Rankin Street", firent une apparition dans un petit pub de la banlieue de St. John's, "The Rose and Thistle". Ils jouèrent pour 100 dollars et de la bière gratuite. La chanteuse et guitariste Susan Hickey quitta le groupe quelques mois plus tard pour poursuivre ses études, remplacée par Darrell Power. Le groupe gagna en popularité en jouant dans des pubs. En 1991, Jackie St. Croix remplaça Jeff Scott à la basse. Le groupe enregistra une cassette intitulée "Rankin Street".
Power quitta Great Big Sea en 2003 pour passer plus de temps avec sa famille et ses amis (le groupe passait parfois 300 jours en tournée). Certains musiciens s'ajoutent à la formation, comme le batteur canadien Kris MacFarlane (qui assurent aussi la guitare et les secondes voix) et Murray Foster (basse et secondes voix).
Le groupe remporta le titre d'"Entertainer of the Year" aux East Coast Music Awards chaque année entre 1996 et 2000. Ils décident en 2001 de ne pas s'y inscrire afin de laisser une chance à d'autres groupes. Ils ont été également nommés pour plusieurs Juno Awards, notamment pour le titre de groupe de l'année en 1998, 2005 et 2009.
Fin 2005, le groupe réalisa son très attendu album "traditionnel", "The Hard and the Easy", où l'on peut trouver leurs chants de Terre-Neuve favoris.
Le 14 mars 2008 fut révélé le nom de l'album suivant, "Fortune's Favour".

## Discographie

### Albums studio
| Année | Album                 | Classement dans les charts | CRIA        |
| Année | Album                 | CAN                        | CRIA        |
| ----- | --------------------- | -------------------------- | ----------- |
| 1993  | Great Big Sea         |                            | Gold        |
| 1995  | Up                    | 45                         | 4× Platinum |
| 1997  | Play                  | 9                          | 3× Platinum |
| 1999  | Turn                  | 9                          | Platinum    |
| 2002  | Sea of No Cares       | 1                          | Platinum    |
| 2004  | Something Beautiful*  | 4                          | Gold        |
| 2005  | The Hard and the Easy | 3                          | Gold        |
| 2008  | Fortune's Favour      | 5                          | Gold        |
| 2010  | Safe Upon the Shore   |                            |             |

### Autres albums
| Année | Album                            | Classement dans les charts | CRIA |  |
| Année | Album                            | CAN                        | CRIA |  |
| ----- | -------------------------------- | -------------------------- | ---- |  |
| 1998  | Rant and Roar (US only)          |                            |      |  |
| 2000  | Road Rage (live)                 | 9                          | Gold |  |
| 2004  | Great Big DVD and CD (live)      |                            |      |  |
| 2006  | Courage & Patience & Grit (live) | 52                         |      |  |
| 2012  | XX                               | 11                         |      |  |

### Singles
| Année | Titre                                            | Classement dans les charts | Classement dans les charts | Album                     |
| Année | Titre                                            | CAN AC                     | CAN                        | Album                     |
| ----- | ------------------------------------------------ | -------------------------- | -------------------------- | ------------------------- |
| 1995  | "Run Runaway"                                    |                            |                            | Up                        |
| 1996  | "Fast as I Can"                                  | 46                         | 40                         | Up                        |
| 1996  | "Mari-Mac"                                       |                            |                            | Up                        |
| 1996  | "Goin' Up"                                       | 53                         | 70                         | Up                        |
| 1997  | "When I'm Up (I Can't Get Down)"                 | 13                         | 6                          | Play                      |
| 1997  | "Ordinary Day"                                   | 3                          | 30                         | Play                      |
| 1998  | "End of the World"                               | 9                          | 24                         | Play                      |
| 1998  | "Lukey"                                          |                            |                            | Fire in the Kitchen       |
| 1998  | "How Did We Get From Saying 'I Love You'..."     | 23                         |                            | Play                      |
| 1999  | "Consequence Free"                               | 7                          | 18                         | Turn                      |
| 1999  | "Feel It Turn"                                   | 38                         | 65                         | Turn                      |
| 2000  | "Can't Stop Falling"                             |                            |                            | Turn                      |
| 2000  | "Everything Shines"                              |                            |                            | Road Rage                 |
| 2002  | "Sea of No Cares"                                |                            |                            | Sea of No Cares           |
| 2002  | "Stumbling In"                                   |                            |                            | Sea of No Cares           |
| 2002  | "Clearest Indication"                            |                            |                            | Sea of No Cares           |
| 2003  | "Penelope"                                       |                            |                            | Sea of No Cares           |
| 2004  | "When I Am King"                                 |                            |                            | Something Beautiful*      |
| 2004  | "Shines Right Through Me"                        |                            |                            | Something Beautiful*      |
| 2005  | "Captain Kidd"                                   |                            |                            | The Hard and the Easy     |
| 2006  | "Come and I Will Sing You (The Twelve Apostles)" |                            |                            | The Hard and the Easy     |
| 2006  | "Sea of No Cares (Live)"                         |                            |                            | Courage & Patience & Grit |
| 2008  | "Walk on the Moon"                               |                            | 86                         | Fortune's Favour          |
| 2008  | "Love Me Tonight"                                |                            |                            | Fortune's Favour          |
| 2009  | "Here and Now"A                                  |                            |                            | Fortune's Favour          |

- ASingle actuel.

## DVD
| Année | Album                     | CRIA        |
| ----- | ------------------------- | ----------- |
| 2003  | Great Big DVD             | 3× Platinum |
| 2006  | Courage & Patience & Grit |             |

## Autres
- 2005: Podcasts
- 2006: Podcasts
- 2007: Podcasts

## À voir également
- Rock canadien
- Liste des groupes canadiens
- Musique canadienne
- Musique de Terre-Neuve et Labrador